# Doug Kidd
Douglas Lorimer Kidd, dit Doug Kidd, né le 12 septembre 1941 à Levin, est un homme d'État néo-zélandais.

## Biographie
Il grandit sur la ferme laitière de ses parents dans le village d'Ohau (en). Il obtient une licence de droit de l'université Victoria de Wellington en 1964 et est admis au barreau tout en devenant également solliciteur. Il pratique le droit à Blenheim, s'engage au Parti national (centre-droit) et est élu député de la circonscription rurale de Marlborough à la Chambre des représentants aux élections de 1978,.
Après les élections de 1990 remportées par le Parti national, Doug Kidd est nommé ministre des Entreprises publiques et ministre des Pêcheries dans le gouvernement de Jim Bolger,. En 1991, il est fait ministre des Affaires maories, tout en demeurant ministre des Pêcheries. À la suite des élections de 1993, il est ministre des Pêcheries, ministre de l'Énergie et ministre du Travail,. Il est élu président de la Chambre des représentants pour la législature 1996-1999, puis siège dans l'opposition au gouvernement travailliste de Helen Clark, et est fait compagnon de l'ordre du Mérite de Nouvelle-Zélande en 2000,. Il ne se représente pas aux élections de 2002.
De 2004 à 2010 il est membre du tribunal de Waitangi,. En 2009, il est fait chevalier.